# Gérard Mestrallet
Gérard Mestrallet (Paris, 1 de abril de 1949) é um técnico francês.
Mestrallet estudou no Instituto de Estudos Políticos de Toulouse, na École nationale de l'aviation civile e é formado pela Escola Politécnica e pela Escola Nacional de Administração. 
Em 1984 ingressou na fornecedora de energia francesa GDF Suez, primeiro como conselheiro especial do presidente e depois como vice-presidente sênior de Assuntos Industriais. Em fevereiro de 1991, tornou-se diretor geral da Société générale de Belgique. Em julho de 1995, Mestrallet foi nomeado presidente e diretor geral da Compagnie de Suez, e em junho de 1997 presidente do conselho de administração da Suez Lyonnaise des Eaux. De 2001 a 2016 foi CEO e até 2018 presidente do conselho de administração. a empresa francesa GDF Suez (desde 2015 Engie).
Em 2018, Mestrallet foi nomeado pelo presidente francês Emmanuel Macron como presidente executivo da Agência de Desenvolvimento Al-Ula na Arábia Saudita, responsável pelo turismo e desenvolvimento cultural em colaboração com o Reino da Arábia Saudita.